# Ahmed Omar Saïd Cheikh
Ahmed Omar Saïd Cheikh (arabe : أحمد عمر سيد شيخ), aussi connu sous les noms de Cheikh Omar, Cheikh Saïd, est un Britannique né le 23 décembre 1973 ayant des liens avec plusieurs organisations considérées comme terroristes par plusieurs États, dont Al-Qaïda et Harakat ul-Mujahidin.
Il est considéré comme le responsable de l'enlèvement et de l'assassinat du journaliste Daniel Pearl.
Il a été arrêté par les autorités pakistanaises le 12 février 2002 à Lahore, et a été condamné à mort le 5 juillet de la même année. Il a fait appel de son jugement et reste en prison jusqu'au 2 avril 2020 quand la Haute Cour de la province de Sind ramène sa condamnation à sept ans de prison et donc ordonne de le libérer ainsi que trois de ses complices. Dès le lendemain, le gouvernement pakistanais annonce son intention de faire appel de cette décision et les quatre hommes sont à nouveau arrêtés. 

## Controverse de l'affiliation avec l'ISI
Bernard-Henri Lévy, dans son livre Qui a tué Daniel Pearl ? (Grasset, 2003), affirme l'existence d'un lien, au moins financier, entre Ahmed Cheikh et l'ISI, principal service de renseignement du gouvernement pakistanais à l'étranger. Ce lien est dénoncé par William Dalrymple, historien britannique, comme une « théorie du complot (...) sans l'ombre d'une démonstration. » Son explication est double. Tout d'abord, le lien tissé par Lévy entre les enlèvements de trois journalistes - Najam Sethi, Hussain Haqqani et Ghulan Hasnain - et une association Al-Quaïda-ISI est en fait, pour les deux premiers cas, le fait de la police régulière du Pendjab. Le cas des ravisseurs d'Hasnain demeure un mystère. Ensuite, l'idée d'un financement de Cheikh par l'ISI sur lequel Pearl aurait enquêté (théorie basée, selon Lévy, sur un article écrit par Pearl et Steven Levine) fut rejetée par le Wall Street Journal et les confrères de Pearl, tandis que le père de Pearl la décrira comme « ne colla[n]t pas avec les faits. »
En règle générale, Dalrymple dira du livre de Lévy qu'il est « truffé d'erreurs, (...) dépourvu de toute fiabilité quant au respect des faits. »
Ahmed Omar Saïd Cheikh déclarera quant à lui dans une interview accordée à Massoud Ansari pour le magazine Newsline publiée en avril 2005 : « Vous pouvez trouver des détails sur mon passé en lisant Qui a tué Daniel Pearl ?, par Bernard-Henri Lévy. Dans ce livre, Lévy retrace toute mon existence ; les références sont généralement négatives, mais il a fait énormément de recherches. »

## Livres
- Bernard-Henri Lévy, Qui a tué Daniel Pearl ?, Éditions Grasset, 29 avril 2003  (ISBN 978-2-246-65051-5)
- Mariane Pearl, Un cœur invaincu : la vie et la mort courageuses de mon mari Daniel Pearl, Plon, Paris, 2003  (ISBN 978-2259199476)